# Michael Herbert
Pour les articles homonymes, voir Herbert.
Michael ("Micheál") Herbert (17 mai 1925 – 20 juin 2006) était un joueur de hurling et un homme politique irlandais.
Originaire de Castleconnell, dans le comté de Limerick, il perdit l'élection générale de 1965 mais fut élu au parlement irlandais Dáil Éireann à l'élection générale de 1969 comme député Teachta Dála (TD) pour la circonscription Limerick East. Il fut ensuite réélu jusqu'en 1981.
Pendant son mandat de député, Herbert a également été membre du Parlement Européen de 1973 à 1979, dans les première délégation, seconde délégation et troisième délégation irlandaises.
Aux premières élections pour le Parlement européen en décembre 1979, il se présenta pour la province du Munster mais ne fut pas élu.
Herbert est connu pour avoir été un grand joueur de hurling dans l'équipe senior de Limerick, équipe avec laquelle il gagna la médaille de hurling, league National mais aussi avec son club local de Ahane. Il se retira prématurément après une blessure à la tête lors d'un match en 1949. Ses fères Seán et Tony furent également de grands joueurs de Hurling à Limerick et son fils Turlough fut membre de l'équipe senior de hurling de Limerick lors de la finale d'Irlande de 1994.
Micheál Herbert épouse en 1954 Brid Nash, avec qui il aura cinq fils et trois filles.
Il meurt en 2006, âgé de 81 ans.